# Discorbia
Discorbia es un género de foraminífero bentónico de la subfamilia Cibicidinae, de la familia Cibicididae, de la superfamilia Planorbulinoidea, del suborden Rotaliina y del orden Rotaliida. Su especie tipo es Discorbia valvulinerioides. Su rango cronoestratigráfico abarca el Holoceno.

## Clasificación
Discorbia incluye a las siguientes especies:
- Discorbia candeiana
- Discorbia globospiralis
- Discorbia testigosensis
  - Discorbia testigosensis diaphana
- Discorbia valvulinerioides